# Michail Matwejewitsch Buldakow
Michail Matwejewitsch Buldakow (russisch Михаил Матвеевич Булдаков; * 1766 in Weliki Ustjug; † 16. Maijul. / 28. Mai 1830greg.) war ein russischer Unternehmer.

## Leben
Ein Vorfahr Buldakows war der Polarforscher Timofei Buldakow. Buldakow konnte lesen und schreiben und begann ohne systematische Ausbildung Handel in Irkutsk und Kjachta zu treiben. Er studierte das Wirtschaftsleben in Sibirien und knüpfte Handelsbeziehungen mit Chinesen in Kjachta. Grigori Schelichow, der 1791 mit Iwan Golikow und anderen die Nordost-Kompagnie gründete, bemerkte die besonderen Fähigkeiten Buldakows, der dessen Tochter Awdotja (Jewdokija) Grigorjewna heiratete.
Als nach dem Tod Schelichows im Juli 1795 andere Kompagnien versuchten, Schelichows Geschäfte auf den Inseln vor der Küste Alaskas zu übernehmen, rief die Witwe Natalja Schelichowa ihren Schwiegersohn Buldakow und den Staatsbeamten Nikolai Resanow zu Hilfe. 1797 vereinigte sich die Kompagnie Schelichows und Golikows mit der Kompagnie der Irkutsker Kaufleute zur Russländisch-Amerikanischen Kompagnie (RAK). Die neue große Kompagnie wurde 1799 von Paul I. genehmigt und unter kaiserlichen Schutz gestellt. Als nur die Irkutsker Aktionäre aus ihrer Mitte drei Direktoren gewählt hatten, ordnete Paul I. an, dass auch ein Mitglied der Familie Schelichow dem Direktorium angehören müsse. Darauf wurde im November 1799 Buldakow Direktoriumsvorsitzender mit Verleihung eines Degens. Im März 1800 wurde er zum Kollegienregistrator (14. Rangklasse) ernannt. Auf kaiserlichen Befehl wurde die Hauptverwaltung der RAK nach St. Petersburg verlegt. 1802 wurde Buldakow Kollegienassessor (8. Rangklasse).

Erste russische Weltumsegelung der Nadeschda (blau) und Newa (rot) 1803–1806

Buldakow organisierte die erste russische Weltumsegelungsexpedition als Wirtschaftsunternehmen der RAK zur Versorgung Kamtschatkas und der Besitzungen in Alaska. Wegen der begrenzten Finanzierungsmöglichkeiten der RAK wurde die Ausrüstung der Expedition von der Regierung finanziert, was zu einer Aufgabenerweiterung führte. Sachalin und die Kurilen sollten erkundet werden, diplomatische Beziehungen mit Japan sollten aufgenommen werden und der chinesische Markt sollte für den russischen Pelzhandel geöffnet werden. Der chinesische Auftragsteil wurde einer eigenen Expedition des Diplomaten Juri Golowkin übertragen.
Im August 1803 verließen die Nadeschda unter dem Kommando Adam Johann von Krusensterns, der von Nikolai Resanow als Sonderbotschafter für Japan begleitet wurde, und die Newa unter dem Kommando Juri Lissjanskis Kronstadt und fuhren mit Unterbrechungen um Kap Hoorn herum zu den Inseln Nuku Hiva und Hawaii. Von dort fuhr die Nadeschda nach Kamtschatka und japan, während die Newa zur Insel Kodiak fuhr, wo sie sich während ihres 14-monatigen Aufenthalts auch an dem russischen Krieg gegen die Tlingit (1902–1805) beteiligte. Um das Kap der Guten Hoffnung herum kehrten die Schiffe zurück und erreichten im August 1896 wieder Kronstadt, worauf Buldakow mit dem Orden des Heiligen Wladimir IV. Klasse ausgezeichnet wurde. Politisch war die Expedition ein Misserfolg, aber dank der wissenschaftlichen Expeditionsteilnehmer Johann Kaspar Horner, Wilhelm Gottlieb Tilesius von Tilenau und Georg Heinrich von Langsdorff war die Expedition wissenschaftlich sehr erfolgreich. Die jungen Offiziere der Expedition Fabian Gottlieb von Bellingshausen und Otto von Kotzebue führten später selbst Weltumsegelungen durch.
Buldakow war im Dezember 1810 zum Hofrat (7. Rangklasse) ernannt worden.
Buldakoow organisierte weitere Weltumsegelungen mit Schiffen der RAK:
- Suworow unter Michail Lasarew 1813–1816[2]
- Kutusow unter Ludwig von Hagemeister und Suworow unter Sachar Panafidin 1816–1819[2]
- Kutusow unter Pawel Dochturow 1820–1822.[5]

Buldakow war seit Januar 1816 Korrespondierendes Mitglied der Kaiserlichen Akademie der Wissenschaften.
Aufgrund zunehmender gesundheitlicher Probleme zog sich Buldakow auf seinen Besitz in Weliki Ustjug zurück, gab aber auf Bitten der RAK-Aktionäre die Geschäftsführung noch nicht auf. Schließlich zog er sich 1827 vollständig aus den Geschäften zurückzog, worauf Iwan Prokofjew zum Direktoriumsvorsitzenden der RAK gewählt wurde.
Buldakows einziger Sohn Nikolai Buldakow (1802–1849) wurde Gouverneur des Gouvernements Simbirsk.